# Liga de Campeones de la EHF femenina 2022-23
La Liga de Campeones de la EHF femenina 2022-23 es la 30ª edición de la máxima categoría de clubes del balonmano femenino. Comenzó el 10 de septiembre de 2022 y finalizó en junio de 2023.

## Formato de competición
Los 16 equipos de la Champions estarán divididos en dos grupos de ocho equipos cada uno, pasando los dos mejores equipos de cada grupo a cuartos de final y quedando totalmente eliminados de la competición los dos últimos de cada grupo.
Los cuatro equipos restantes de cada grupo se enfrentarán en un playoff del que saldrán los equipos restantes para los cuartos de final.
Una vez disputados los cuartos de final, se realizará una Final Four, donde se conocerá al campeón de la edición.
En esta edición no se permitió la participación de los equipos rusos ni bielorrusos por la invasión rusa de Ucrania de 2022.

## Equipos clasificados
En esta edición participan los siguientes clubes:
| Grupos A/B              | Grupos A/B           |
| ----------------------- | -------------------- |
| SG BBM Bietigheim       | Győri ETO KC         |
| Vipers Kristiansand     | Metz Handball        |
| CSM București           | Rapid Bucarest       |
| Odense Håndbold         | ŽRK Budućnost        |
| Ferencvárosi TC         | Team Esbjerg         |
| RK Krim                 | Storhamar HE         |
| Brest Bretagne Handball | RK Lokomotiva Zagreb |
| DHK Baník Most          | Kastamonu GSK        |

## Fase de grupos

### Grupo A
| Local \ Visitante       | BAN   | BIE   | BRE   | BUC   | FER   | KRI   | ODE   | VIP   |
| ----------------------- | ----- | ----- | ----- | ----- | ----- | ----- | ----- | ----- |
| Baník Most              | —     | 23–46 | 30–46 | 26–35 | 27–46 | 29–42 | 19–37 | 21–43 |
| SG BBM Bietigheim       | 47–25 | —     | 25–25 | 25–27 | 40–20 | 30–23 | 24–27 | 32–30 |
| Brest Bretagne Handball | 31–26 | 32–28 | —     | 26–33 | 24–21 | 22–24 | 21–25 | 29–36 |
| CSM București           | 40–25 | 28–28 | 30–30 | —     | 30–24 | 30–28 | 40–31 | 27–24 |
| Ferencvárosi TC         | 43–19 | 28–23 | 20–21 | 29–33 | —     | 37–26 | 27–23 | 26–26 |
| RK Krim                 | 42–31 | 35–28 | 24–22 | 28–26 | 30–32 | —     | 23–29 | 21–27 |
| Odense Håndbold         | 41–22 | 31–24 | 25–24 | 27–31 | 25–28 | 26–22 | —     | 24–34 |
| Vipers Kristiansand     | 39–24 | 34–32 | 31–24 | 35–29 | 27–26 | 36–31 | 34–27 | —     |

| Pos | Equipo                  | PJ | PG | PE | PP | GF  | GC  | Dif  | Pts | Calificación              |
| --- | ----------------------- | -- | -- | -- | -- | --- | --- | ---- | --- | ------------------------- |
| 1º  | Vipers Kristiansand     | 14 | 11 | 1  | 2  | 456 | 373 | +83  | 23  | Avanza a cuartos de final |
| 2º  | CSM București           | 14 | 10 | 2  | 2  | 439 | 386 | +53  | 22  | Avanza a cuartos de final |
| 3º  | Odense Håndbold         | 14 | 8  | 0  | 6  | 398 | 373 | +25  | 16  | Avanza a octavos de final |
| 4º  | Ferencvárosi TC         | 14 | 7  | 1  | 6  | 407 | 374 | +33  | 15  | Avanza a octavos de final |
| 5º  | RK Krim                 | 14 | 6  | 0  | 8  | 399 | 405 | -6   | 12  | Avanza a octavos de final |
| 6º  | Brest Bretagne Handball | 14 | 5  | 2  | 7  | 377 | 378 | -1   | 12  | Avanza a octavos de final |
| 7º  | SG BBM Bietigheim       | 14 | 5  | 2  | 7  | 432 | 388 | +44  | 12  | Eliminado                 |
| 8º  | DHK Baník Most          | 14 | 0  | 0  | 14 | 347 | 578 | -231 | 0   | Eliminado                 |

### Grupo B
| Local \ Visitante    | BUD   | ESB   | GYO   | KAS   | LOK   | MET   | RAP   | STO   |
| -------------------- | ----- | ----- | ----- | ----- | ----- | ----- | ----- | ----- |
| ŽRK Budućnost        | —     | 23–28 | 22–25 | 10–0  | 25–18 | 28–36 | 30–30 | 24–23 |
| Team Esbjerg         | 30–20 | —     | 29–31 | 39–31 | 33–20 | 35–28 | 35–30 | 35–25 |
| Győri ETO KC         | 32–19 | 29–28 | —     | 44–25 | 32–16 | 24–28 | 32–30 | 39–26 |
| Kastamonu GSK        | 27–40 | 27–43 | 27–39 | —     | 26–23 | 23–28 | 26–33 | 28–33 |
| RK Lokomotiva Zagreb | 24–25 | 18–30 | 16–27 | 26–26 | —     | 18–27 | 27–31 | 22–31 |
| Metz Handball        | 29–23 | 26–24 | 29–28 | 35–24 | 38–13 | —     | 36–34 | 31–22 |
| Rapid Bucarest       | 39–29 | 34–32 | 30–27 | 28–22 | 27–22 | 32–32 | —     | 27–25 |
| Storhamar HE         | 25–27 | 25–34 | 21–35 | 31–29 | 37–13 | 24–26 | 29–36 | —     |

| Pos | Equipo               | PJ | PG | PE | PP | GF  | GC  | Dif  | Pts | Calificación              |
| --- | -------------------- | -- | -- | -- | -- | --- | --- | ---- | --- | ------------------------- |
| 1º  | Metz Handball        | 14 | 12 | 1  | 1  | 429 | 352 | +77  | 25  | Avanza a cuartos de final |
| 2º  | Győri ETO KC         | 14 | 11 | 0  | 3  | 444 | 347 | +97  | 22  | Avanza a cuartos de final |
| 3º  | Team Esbjerg         | 14 | 10 | 0  | 4  | 455 | 367 | +88  | 20  | Avanza a octavos de final |
| 4º  | CS Rapid Bucarest    | 14 | 9  | 2  | 3  | 441 | 404 | +37  | 20  | Avanza a cuartos de final |
| 5º  | ŽRK Budućnost        | 14 | 6  | 1  | 7  | 346 | 366 | -20  | 13  | Avanza a octavos de final |
| 6º  | Storhamar HE         | 14 | 4  | 0  | 10 | 377 | 406 | -29  | 8   | Avanza a octavos de final |
| 7º  | Kastamonu GSK        | 14 | 1  | 1  | 12 | 341 | 452 | -111 | 3   | Eliminado                 |
| 8º  | RK Lokomotiva Zagreb | 14 | 0  | 1  | 13 | 276 | 415 | -139 | 1   | Eliminado                 |

## Fase eliminatoria

### Octavos de final
| Equipo 1                 | Agr.  | Equipo 2        | Ida   | Vuelta |
| ------------------------ | ----- | --------------- | ----- | ------ |
| Storhamar Håndball Elite | 52-60 | Odense Håndbold | 22-30 | 30-30  |
| Brest Bretagne Handball  | 49-55 | Team Esbjerg    | 25-28 | 24-27  |
| ŽRK Budućnost            | 46-55 | Ferencvárosi TC | 24-28 | 22-27  |
| RK Krim                  | 53-54 | Rapid Bucarest  | 29-24 | 24-30  |

### Cuartos de final
| Equipo 1        | Agr.  | Equipo 2            | Ida   | Vuelta |
| --------------- | ----- | ------------------- | ----- | ------ |
| Rapid Bucarest  | 56-71 | Vipers Kristiansand | 22-30 | 30-30  |
| Ferencvárosi TC | 59-58 | Metz Handball       | 26-32 | 33-26  |
| Team Esbjerg    | 65-59 | CSM București       | 32-28 | 33-31  |
| Odense Håndbold | 55-66 | Győri ETO KC        | 27-29 | 28-37  |

## Final Four
|  | Semifinales         | Semifinales     |                     |    | Final | Final |
|  |                     |                 |                     |    |       |       |
|  | 3 de junio          |                 |                     |    |       |       |
|  |                     |                 |                     |    |       |       |
|  | Győri ETO KC        | 35              |                     |    |       |       |
|  | Győri ETO KC        | 35              | 4 de junio          |    |       |       |
|  | Vipers Kristiansand | 37              |                     |    |       |       |
|  | Vipers Kristiansand | 37              | Vipers Kristiansand | 28 |       |       |
|  | 3 de junio          |                 | Vipers Kristiansand | 28 |       |       |
|  |                     | Ferencvárosi TC | 24                  |    |       |       |
|  | Ferencvárosi TC     | Ferencvárosi TC | 24                  | 30 |       |       |
|  | Ferencvárosi TC     |                 |                     | 30 |       |       |
|  | Team Esbjerg        | 29              |                     |    |       |       |
|  | Team Esbjerg        | 29              | 3º Puesto           |    |       |       |
|  |                     |                 |                     |    |       |       |
|  | 4 de junio          |                 |                     |    |       |       |
|  |                     |                 |                     |    |       |       |
|  | Győri ETO KC        | 28              |                     |    |       |       |
|  | Győri ETO KC        | 28              |                     |    |       |       |
|  | Team Esbjerg        | 27              |                     |    |       |       |

| Liga de Campeones EHF 2022-23   |
| ------------------------------- |
|                                 |
| Vipers Kristiansand 3.er Título |